# فرودگاه آلفونسو لوپز پوماریو
فرودگاه آلفونسو لوپز پوماریو (به انگلیسی: Alfonso López Pumarejo Airport) (به زبان بومی: Aeropuerto Alfonso López Pumarejo) یک فرودگاه همگانی با کد یاتا VUP است که یک باند فرود آسفالت دارد و طول باند آن ۲۱۰۰ متر است. این فرودگاه در کشور کلمبیا قرار دارد و در ارتفاع ۱۳۹ متری از سطح دریا واقع شده‌است.